# Општина Марашу (Браила)
Марашу (рум. Măraşu) општина је у Румунији у округу Браила.
Oпштина се налази на надморској висини од 12 m.